# إريك فرنسيس ماكنزي
إريك فرنسيس ماكنزي (بالإنجليزية: Eric Francis MacKenzie)‏ هو كاهن كاثوليكي أمريكي، ولد في 6 ديسمبر 1893 في بوسطن في الولايات المتحدة، وتوفي في 20 أغسطس 1969.